# Kafiristan

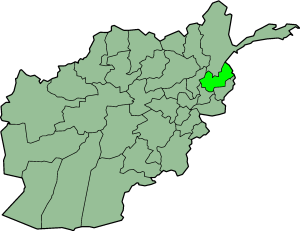
Kafiristan

Kafiristan (persisch کافرستان, DMG kāfiristān, ‚Land der Ungläubigen‘) ist die alte Bezeichnung für die Gegend um Nuristan, eine Provinz im Nordosten Afghanistans. Allerdings erstreckte sich Kafiristan über eine größere Fläche als das heutige Nuristan und reichte bis in den pakistanischen Chitral-Distrikt.
Die Grenzen Kafiristans waren aufgrund der schwer zugänglichen Lage nie genau definiert, erstreckten sich aber im Osten bis ins heutige Pakistan. Solange es keine genauen Grenzen gab, war die Region fest in der Hand der Kafiri (Nuristani) und ein Zentrum des antiislamischen Widerstands. 1893 jedoch gab das Britische Empire nach zwei verlorenen Anglo-Afghanischen Kriegen den Versuch auf, Afghanistan an Britisch-Indien anzugliedern. Mit der damals vereinbarten Durand-Linie gab es erstmals eine Ostgrenze für einen Großteil Kafiristans. Abdur Rahman Khan nutzte diese Gelegenheit und unterwarf bis 1896 die rebellischen Kafiren.

## Religion
Die bis dahin  praktizierte einheimische polytheistische Religion der Kafiren verschwand im Zuge einer gewaltsamen Islamisierung zusehends. Die alte Religion beinhaltet einen von Göttern und Dämonen bevölkerten Himmel und kosmogonische Mythen, die einige Parallelen im Himalayaraum aufweisen. Der oberste Gott, der als Schöpfergott gilt, heißt je nach Region Imra oder Mara. Imra in der Kati-Sprache und Yamra in der Waigali-Sprache können auf „Yamaraja“ zurückgeführt werden, woraus eine Verbindung zum hinduistischen Todesgott Yama hergestellt wurde. Karl Jettmar vermutet, dass sich die Religion der Kafiren, in der altiranische und alte hinduistische Vorstellungen enthalten sind, im Wesentlichen im 1. Jahrtausend n. Chr. herausgebildet hat. Im Jahr 870 n. Chr. eroberten die muslimischen Saffariden die Stadt Kabul. Die jahrhundertelange militante Abwehr der muslimischen Eroberer durch die Bergvölker und deren Abschottung werden als Grund für die religiöse Sonderstellung Kafiristans angegeben. Heute wird die alte Religion nur noch von der kleinen Minderheit Kalasha in den drei Tälern Birir, Bumboret und Rumbur im Distrikt Chitral im äußersten Nordwesten Pakistans praktiziert.
Zur traditionellen Kultur der Kafiren gehört die einzige ausgeprägte Vokalpolyphonie Zentralasiens. Die Gesänge werden von der Bogenharfe Waji, von der zweisaitigen Fiedel Sarindi (einer regionalen Variante der Sarangi) sowie von Trommeln und Händeklatschen begleitet.

## Geographie, Flora und Fauna
(nach: Meyers Konversationslexikon 1888)
Kafiristan, im engeren Sinn eine 12.950 km² große Landschaft nordöstlich von Kabul; im weiteren Sinn Sammelname für die Gebirgsstaaten am Südabhang des Hindukusch, westlich von Kaschmir, sonst von Provinzen Afghanistans begrenzt, 51.687 km² groß mit etwa 500.000 Einwohnern. Kafiristan ist durchgehend ein Alpenland von großer landschaftlicher Schönheit mit stellenweise vergletschertem Hintergrund. Sämtliche Flüsse sind Zuflüsse des Kabul. Der längste, ein gewaltiger Bergstrom, ist der bei Dschalalabad mündende Kunar.
Das Klima ist gemäßigt.
Reis und stellenweise Zuckerrohr gedeihen in den unteren, Indien zugekehrten Teilen, sonst sind die Abhänge bis zum Gipfel mit Bäumen, meist Nadelholz, bewachsen. Im Tal stehen Platanen, Feigen-, Apfel- und Birnbäume. Die Weinrebe findet ausgedehnten Anbau, Bienenzucht ist allgemein verbreitet. Höher hinauf folgen Maulbeerbäume, Walnuss und Getreide; erst nahe dem Hauptkamm des Gebirges reifen Feldfrüchte nicht mehr. Der Flora entspricht die Fauna. Kafiristan ist reich an Wild. Das lohnendste Haustier ist das dickschwänzige Schaf.

## Trivia
Rudyard Kiplings 1888 veröffentlichte Erzählung Der Mann, der König sein wollte spielt überwiegend in Kafiristan, ebenso die gleichnamige Verfilmung des Regisseurs John Huston von 1975.